# Chester Edward Ide
Chester Edward Ide (Springfield, 1878 — 1944) va ser un compositor estatunidenc.
Estudià a Londres i fou professor de piano i harmonia en diversos establiments de Nova York. Entre les seues composicions hi figuren: Idyllic Dances; el poema simfònic Pan's Dream of Syrinx; Queen of Bubbles, cants amb acompanyament d'orquestra, i moltes altres.